# Zois (priimek)
Zois je priimek več znanih ljudi:
- Anton Zois (1808—1873), kranjski veleposestnik, politik in filantrop
- Karel Zois (1756—1799), botanik
- Michelangelo Zois (1694—1777), slovenski podjetnik in zemljiški gospod italijanskega rodu
- Žiga Zois (1747—1819), slovenski razsvetljenec, gospodarstvenik, podjetnik, mecen in mineralog